# Bliesgau

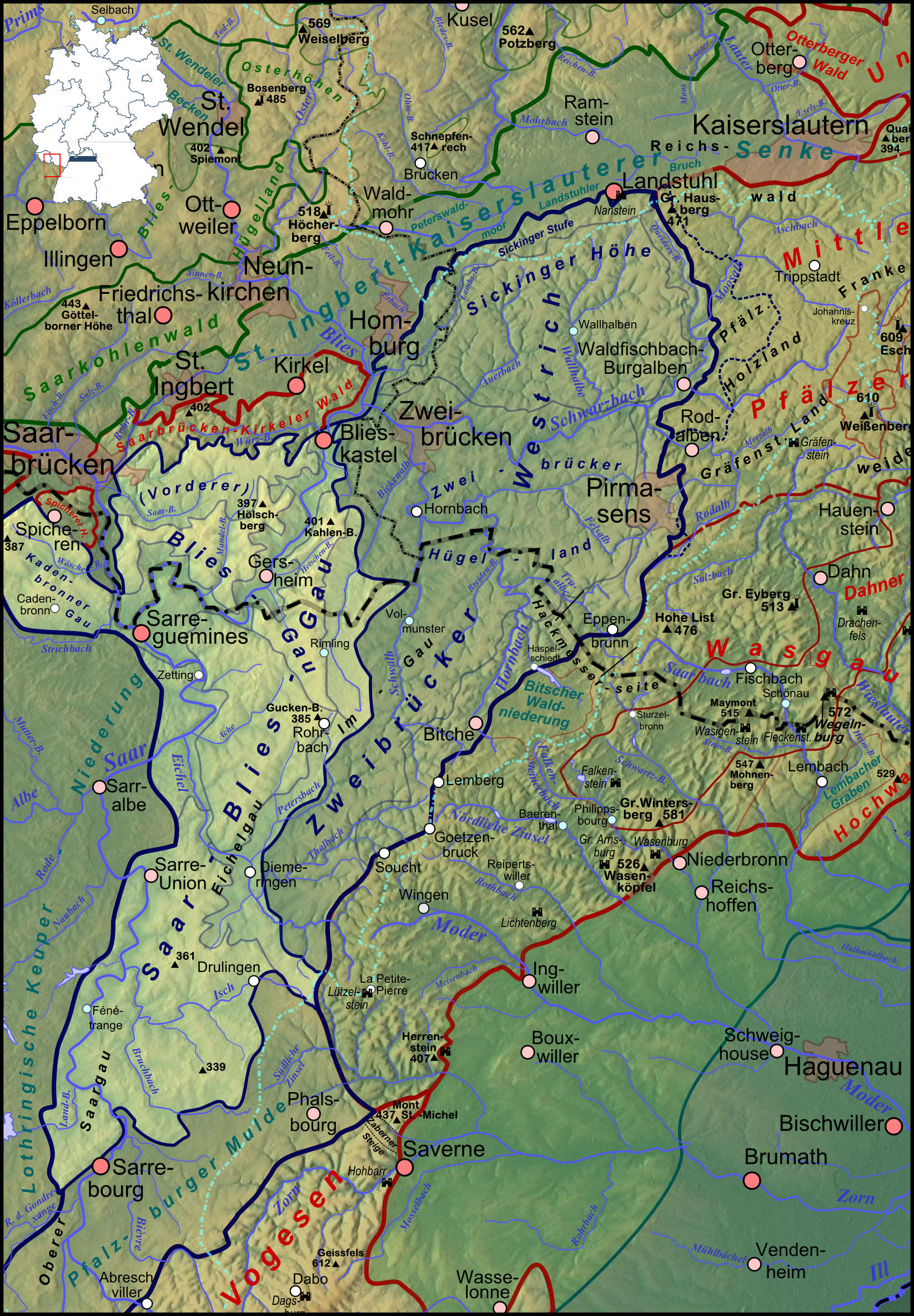
Der Saar-Bliesgau und angrenzende Gebiete

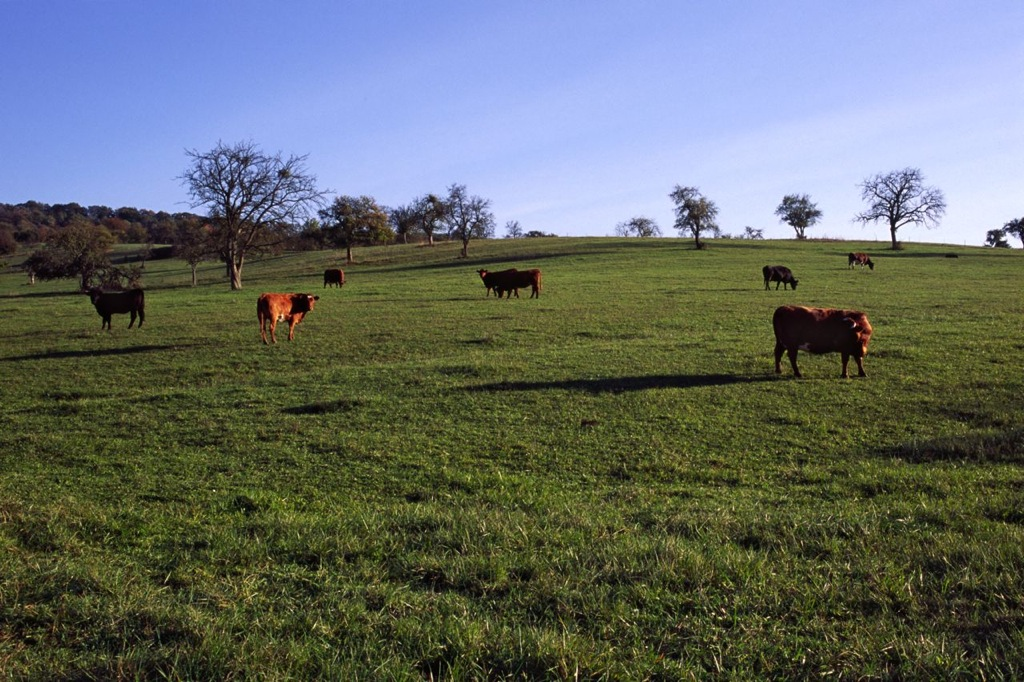
Weide im Bliesgau mit Kühen

Bliesgau bezeichnet in historischer Verwendung einen fränkischen Gau im Flussgebiet der Blies, eines rechten Zuflusses der Saar, und in moderner Verwendung die Landschaft und einen Naturraum im Südosten des Saarlandes und dem angrenzenden Lothringen. Die Landschaft ist geprägt von sanften Hügeln, weiten Streuobstwiesen und Muschelkalkboden.
Von der eher geologisch abzugrenzenden, traditionell Bliesgau genannten Landschaft zu unterscheiden ist das Biosphärenreservat Bliesgau, das weitere Naturräume wie Teile des Homburger Beckens, das Sankt Ingbert-Kirkeler Waldgebiet und die St. Ingberter Senke einschließt, aber auch Teile des Naturraums Bliesgau ausspart.

## Lage
Der Naturraum Bliesgau, der gelegentlich auch Saar-Blies-Gau genannt wird, bildet im Handbuch der naturräumlichen Gliederung Deutschlands eine eigene Haupteinheit (durchlaufende Nummerierung: 181) innerhalb des Pfälzisch-Saarländischen Muschelkalkgebietes (Großregion 3. Ordnung), welches wiederum zum Nordfranzösischen Schichtstufenland (Großregion 2. Ordnung) gehört. Er liegt südöstlich von Saarbrücken und umfasst unter anderem das Gebiet der Stadt Blieskastel und der beiden Gemeinden Gersheim und Mandelbachtal.
Im Nordosten wird der Bliesgau begrenzt vom Homburger Becken und nimmt seinen nördlichen Anfang bei Ingweiler. Von dort zieht er sich östlich von Webenheim, Mimbach und Böckweiler bis nach Peppenkum, wobei Altheim zum Zweibrücker Hügelland gerechnet wird. Im Süden findet er seine Fortsetzung  nach Frankreich hinein bis südlich von Gros-Réderching und Oermingen. Er setzt sich von Saargemünd (frz. Sarreguemines) östlich der Saar an Kleinblittersdorf vorbei bis Fechingen fort. Westlich schließt sich das Mittlere Saartal, nördlich der Saarbrücken-Kirkeler Wald an. Von Bischmisheim schließt der Bliesgau ostwärts die Orte Ensheim, Heckendalheim, Aßweiler und Biesingen ein und wendet sich nordostwärts nach Blieskastel über Bierbach an der Blies bis fast nach Wörschweiler.
Der Bliesgau umfasst die Naturräume
- 181.0 Vorderer Bliesgau
  - 181.00 Saarbach-Woogbach-Gründe (Bischmisheimer Riedel)
  - 181.01 Ommersheimer Kalkplatte
- 181.1 Bliesgauhochflächen
  - 181.10 Saar-Blies-Hochflächen
  - 181.11 Kahlenberghochfläche
- 181.2 Hinterer Bliesgau
  - 181.20 Mittleres Bickenalbtal
  - 181.21 Schloßhübel
- 181.3 Unteres Bliestal
  - 181.30 Blieskasteler Bliestal
    - 181.300 Ingweiler Talweitung
    - 181.301 Blieskasteler Taltrichter

  - 181.31 Gersheimer Bliestal
  - 181.32 Bliesransbacher Schlingen
- 181.4 Saargemünder Saartal
  - 181.40 Saargemünder Becken

Die höchste Erhebung des Bliesgaus ist mit 401,1 m ü. NN der Große Kahlenberg bei Breitfurt, auf dem die Ruine des Aussichtsturms Alexanderturm steht. Sein tiefster Punkt liegt mit 194 m ü. NN bei Welferding. Er wird entwässert von der Blies und im westlichen Teil vom Saarbach.

## Geschichte

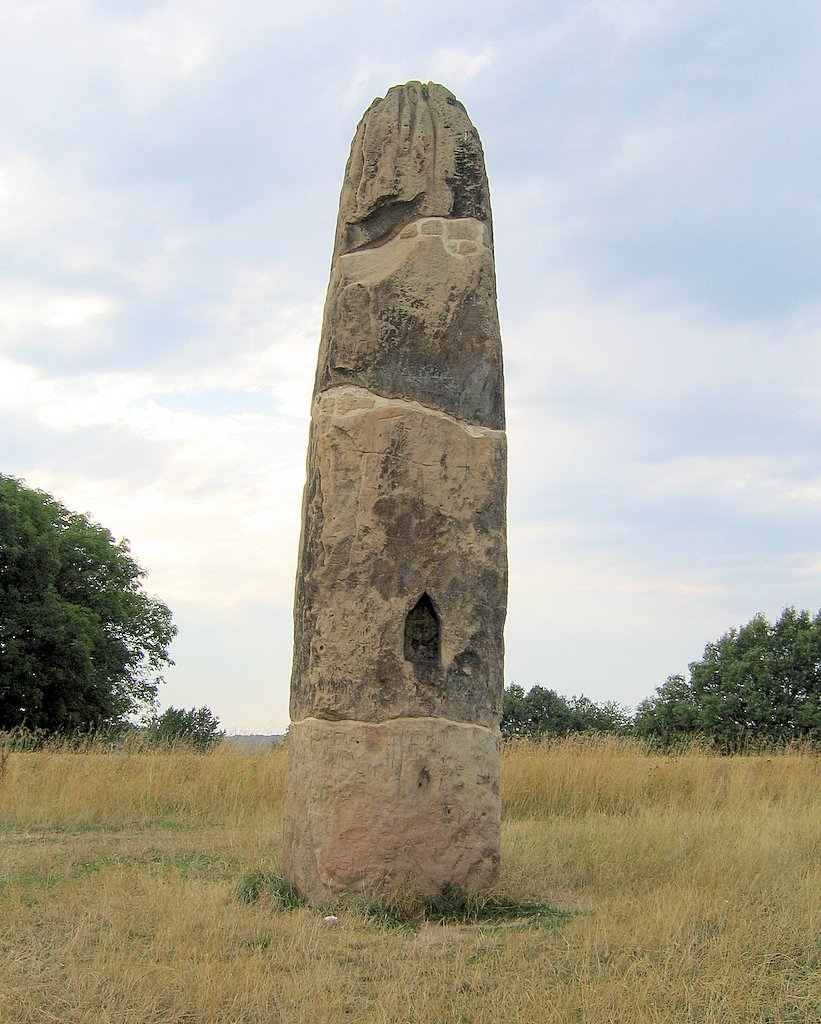
Gollenstein

### Vorgeschichte
Die ältesten Siedlungsspuren stammen aus der mittleren Steinzeit. Bekannt ist der Gollenstein, ein 4000 Jahre alter Menhir.
Speziell aus der späten Bronzezeit und der sich anschließenden Eisenzeit gibt es viele archäologische Funde. Bei Rubenheim (Ortsteil von Gersheim) und Wolfersheim (Stadtteil von Blieskastel) wurde ein großes Grabhügelfeld entdeckt. Bei Reinheim (Ortsteil von Gersheim) wurde 1954 ein keltisches Fürstinnengrab gefunden. Es ist heute Teil des Europäischen Kulturparks Bliesbruck-Reinheim. In dieser Anlage befinden sich auch Überreste einer gallo-römischen Siedlung.

### Gau Bliesgau

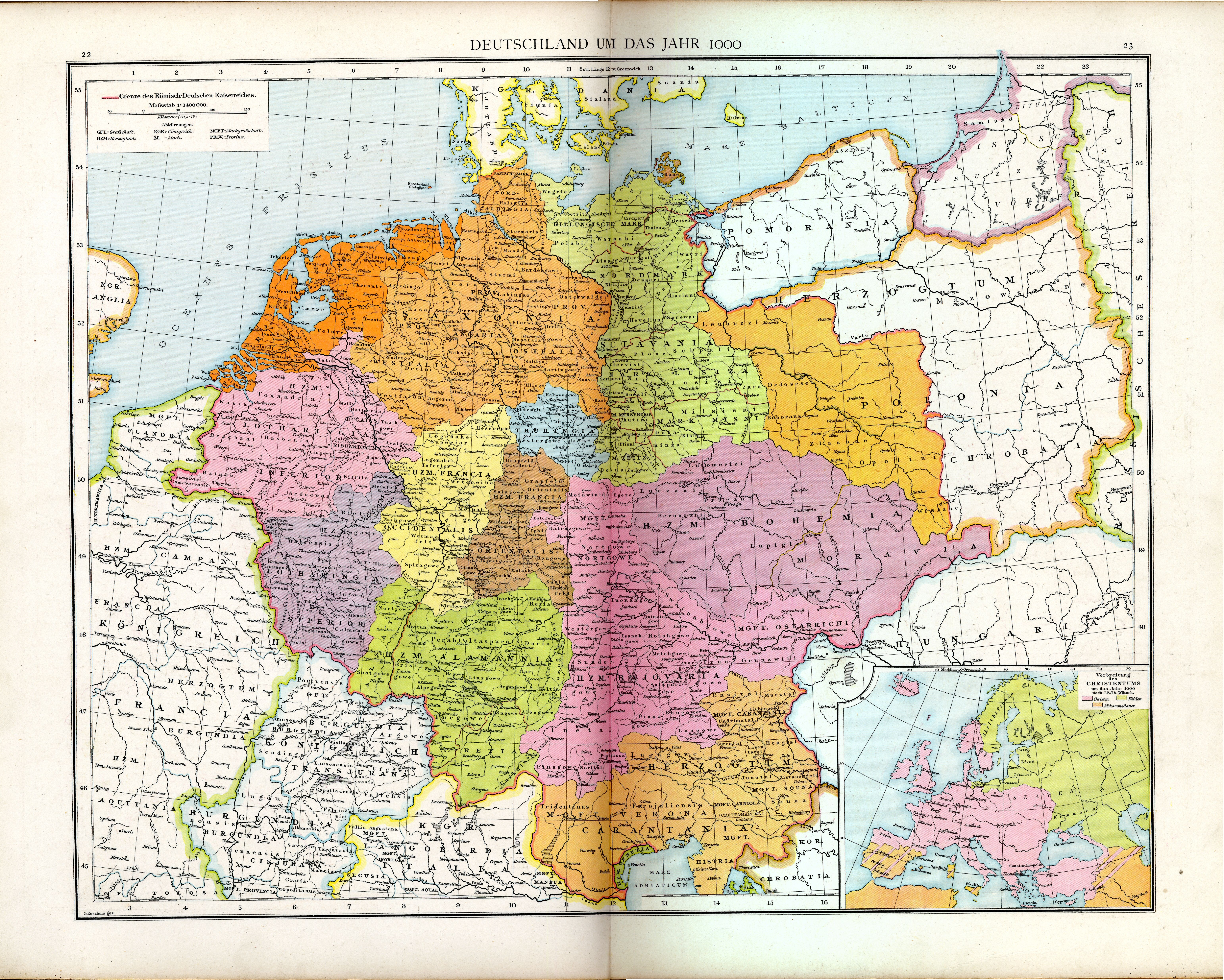
Die mittelalterlichen Gaue um 1000

Im Fränkischen Reich bestand im Flussgebiet der Blies ein Gau namens Bliesgau. Frühmittelalterliche Bezeichnungen für diesen Bliesgau waren pagus Blesinse, Bliasahgouwe, Blesitchowa, Bliesichgoue, Blisgowe und ähnlich. Ein kompaktes Reihengräber-Gebiet markiert den Kern des frühmittelalterlichen Bliesgaus im 6. und 7. Jahrhundert.
Die Belegorte des 8. bis 11. Jahrhunderts verbreiten sich über das gesamte Einzugsgebiet der Blies. Genannt werden die Orte Ernstweiler, Eschringen, Habkirchen, Hornbach, Illingen, Ixheim, Lendelfingen, Medelsheim, Mimbach, Neumünster, Niederlinxweiler, Ratzweiler, Rimlingen, Schiffweiler und Walsheim. Im Norden und Osten grenzte der frühmittelalterliche Bliesgau an das Waldland des Vosagus, im Süden an den Eichelgau, im Westen an den Rosselgau.
Als Sitz der Gaugrafschaft (comitatus Blesinse), die vom 9. bis zum 11. Jahrhundert den Bliesgau und den Rosselgau umfasste, ist 1046 Habkirchen belegt. Nach 1100 kam der Name außer Gebrauch, um seit dem frühen 18. Jahrhundert in der gelehrten Literatur neu aufzuleben. Als Gaugrafen sind bezeugt:
- Erenfried, 888 Graf im Bliesgau, 895 Graf im Scarponagau, bis 904 bezeugt
- Odaker, 893 Graf im Bliesgau, 901–902 Graf im Ardennengau
- Hartung, 960 Graf im Bliesgau
- Folmar I., 982 Graf im Bliesgau
- dessen Sohn Folmar II., († 1026 oder später), Gründer von St. Rémy in Lunéville, Graf im Bliesgau
- dessen Urenkel Gottfried III., Graf im Bliesgau 1075/98
- dessen Nachkommen bezeichneten sich als Grafen von Blieskastel

### Mittelalterliche Kirchen
Als Mutterkirche für einen Teil des Bliesgaus wurde die Pfarrkirche St. Martin in Habkirchen schon im Jahre 819 schriftlich erwähnt. Die mittelalterliche Besiedlung des Bliesgaus wird weiter durch romanische Rundtürme in Bebelsheim, Erfweiler und Reinheim dokumentiert. Die Kirchen sind in ihrer ursprünglichen Form nicht mehr erhalten. Die Stephanuskirche in Böckweiler stammt in ihrer heutigen Form aus dem 11. Jahrhundert.

### Bauernhaus und Dorfbild

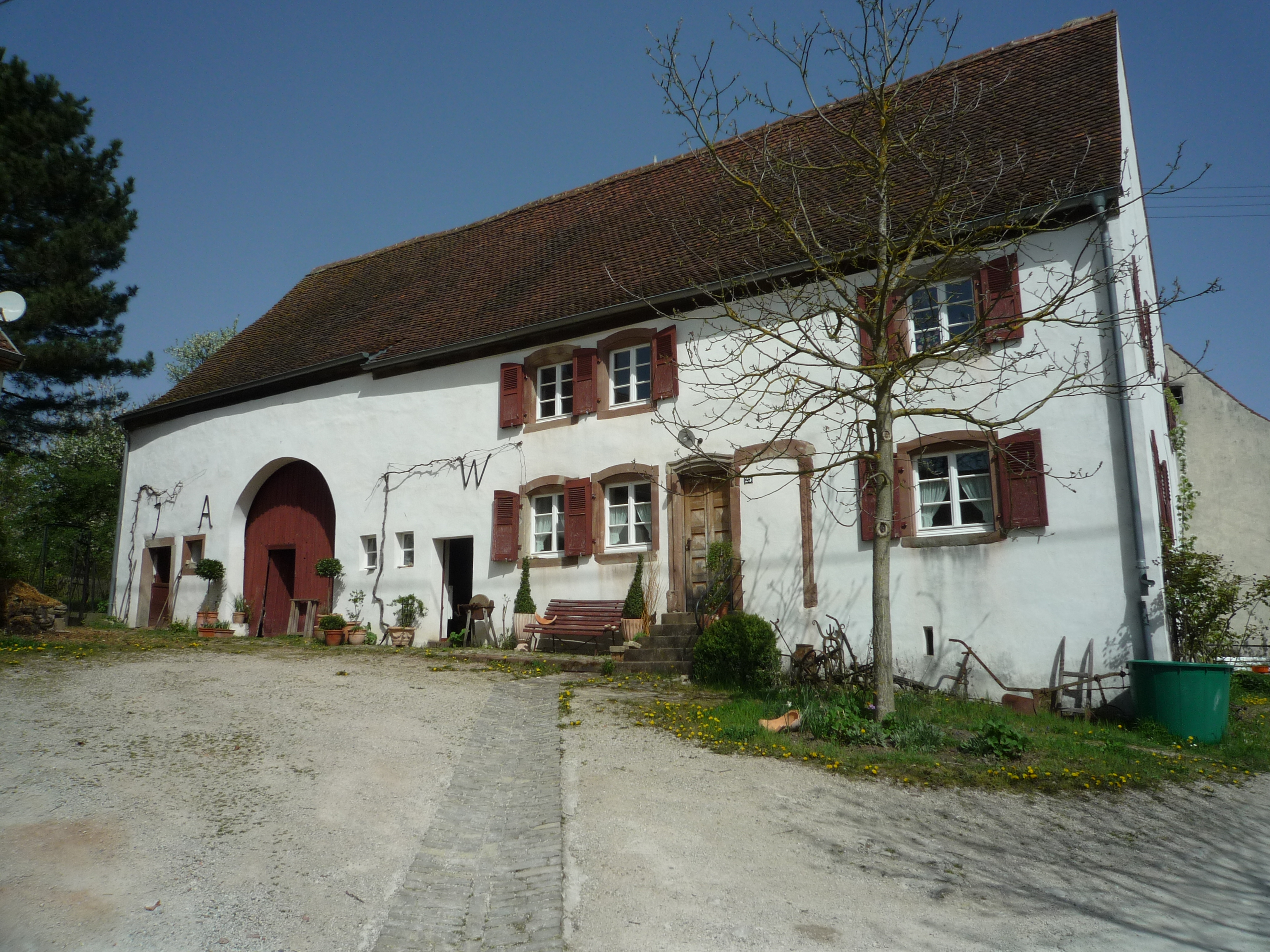
Bauernhaus im Bliesgau

Wo die Dörfer noch die ursprüngliche Bebauung mit Bauernhäusern zeigen, findet man oft eng bebaute Straßen, in denen sich die Einfirsthöfe eng aneinanderreihen. Dabei handelt es sich meist um „breitgegliederte Einhäuser“ mit steilem Dach, die mit der breiten Traufseite zur Straße hin stehen. Das breite Tor, das in die Tenne führt, liegt normalerweise zwischen dem Wohnteil und dem Stallteil („Mittertennhaus“). Ellenberg erklärt den Haustyp und die enge Anordnung mit der im Bliesgau früher üblichen Realerbteilung.

## Biosphärenreservat

Logo des Biosphärenreservats

Am 26. Mai 2009 wurden große Teile des Bliesgaus und angrenzender Landschaften durch die UNESCO als deutsches Biosphärenreservat anerkannt. Alle im Bliesgau liegenden Gemeinden hatten sich dafür eingesetzt. Für eine rasche Umsetzung wurde im Mai 2001 ein Förderverein Freunde der Biosphärenregion Bliesgau e. V. gegründet, dem 2006 der Zusammenschluss der Kommunen Blieskastel, Mandelbachtal, Gersheim, Kleinblittersdorf, Kirkel, Homburg und St. Ingbert zum Zweckverband Biosphärenreservat Bliesgau folgte. Diesem Zweckverband gehören außerdem der Saarpfalz-Kreis und das Saarland als Mitglieder an.

## Natur und Umwelt

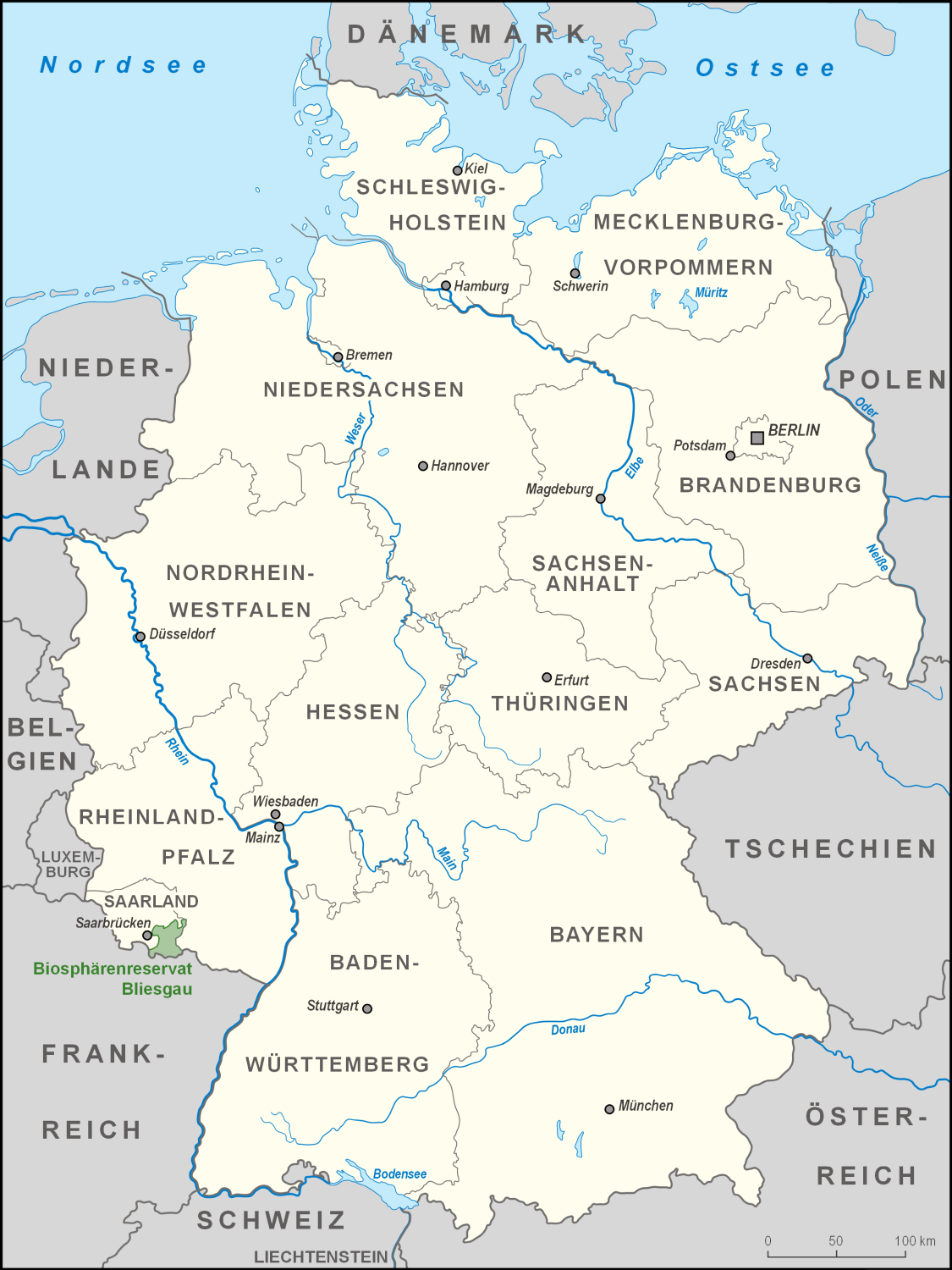
Lage des Biosphärenreservats Bliesgau

Der Bliesgau ist geprägt durch eine charakteristische Naturlandschaft, die sich aus weit ausladenden Streuobstbeständen, artenreichen Magerwiesen-Typen, ausgedehnten Buchenwäldern und einer von der stark mäandrierenden Blies durchzogenen Auenlandschaft zusammensetzt. Eine Besonderheit des Bliesgaus liegt in der Vielfalt seiner Landschaftstypen mit dem Ineinandergreifen unterschiedlicher Groß- und Kleinstlebensräume. Die Landschaft ist gekennzeichnet durch weit schwingende sanfte Hügel, sie ist durch eine jahrtausendelange Nutzung von Menschen geprägt und stellt als Kulturlandschaft den Lebensraum für zahlreiche seltene Tier- und Pflanzenarten dar. Der Bliesgau verfügt über die größte Dichte an bedrohten Arten und Lebensraumtypen im südwestdeutschen Raum.
Im Bliesgau finden sich etwa 80 Prozent des gesamten saarländischen Vorkommens an Steinkäuzen, die in Deutschland stark gefährdet sind. Eine Rarität stellt eine der größten Populationen des Skabiosen-Scheckenfalters dar, und auf den Muschelkalkböden finden sich nahezu die Hälfte der in Deutschland vorkommenden Orchideenarten. Eine der größten Orchideenwiesen befindet sich auf der Gemarkung der Gemeinde Gersheim. In den Auwäldern der Blies leben Biberfamilien und an einigen Prallhängen der Blies kann man die Bruthöhlen des Eisvogels entdecken. Am Naturschutzgebiet Höllengraben befindet sich eine Herde mit Heckrindern, Wasserbüffeln und Konik-Wildpferden, ein Weißstorchennest sowie Populationen von Graureihern, Wildenten, Feldgänsen und anderen seltenen Tierarten. Weitere Weißstorchhorste finden sich an der Fischerhütte in Beeden, in Ingweiler an der Blies und in Webenheim.
Eine besondere Rolle bei der Erhaltung und Pflege der Kulturlandschaft Bliesgau spielt die Beweidung durch Rinder, Schafe und Ziegen. Durch eine extensive Beweidung wird der Erhalt der landschaftlichen Eigenarten gesichert und die Lebensbasis von bedrohten Tier- und Pflanzenarten sichergestellt. Durch den Einsatz von Haustierrassen, die vom Aussterben bedroht sind (Thüringer Waldziege u. a.), leistet die Naturlandstiftung Saar einen weiteren Beitrag zur Arterhaltung im Bliesgau.
Den Anliegen der Ökologie und den Prinzipien der Nachhaltigkeit hat sich Spohns Haus in Gersheim verschrieben. Das ökologische Bildungszentrum mit angeschlossenem Schullandheim vermittelt in vielfacher Weise Bildung für nachhaltige Entwicklung (BNE), eines der wichtigsten Ziele der UNESCO. Spohns Haus wurde bereits zum vierten Mal mit dem entsprechenden Gütesiegel der UNESCO ausgezeichnet (Weltdekade „Bildung für eine nachhaltige Entwicklung“).

### Naturschutzgebiete
Für den Naturraum Bliesgau sind mehrere Naturschutzgebiete ausgewiesen. Als besonders schutzwürdige Biotoptypen werden u. a. genannt: Kalkhalbtrockenrasen, wärmeliebende Gebüsche, Salbeiglatthaferwiesen und Orchideen-Buchenwald.

## Regionalprinzip und Tourismus
Ebenfalls den Prinzipien der Nachhaltigkeit und der regionalen Produktvermarktung hat sich der Zweckverband Biosphärenreservat Bliesgau verschrieben. Seine Bestrebungen zielen auf die Schaffung von wirtschaftlichem Mehrwert für die Region im handwerklichen, landwirtschaftlichen und touristischen Dienstleistungsbereich ab. Unter einem eigenen gemeinsamen Label vertreiben zahlreiche Betriebe ihre Produkte sowohl in der Region („Von der Region für die Region“) als auch überregional.
Unter touristischen Aspekten hat sich der Bliesgau, gelegentlich auch als „Toskana des Saarlandes“ bezeichnet, dem Sanften Tourismus verschrieben. Auf eine ausufernde touristische Infrastruktur wurde und wird verzichtet. Geworben wird mit Naturdenkmalen und historisch gewachsenen Strukturen (siehe Touristische Ziele). Schwerpunkte im touristischen Bereich bilden Wandern und Radwandern, Natur- und Kulturerlebnisse sowie kulinarische Angebote. Durch Einflüsse aus dem benachbarten Frankreich hat sich im Laufe von Jahrzehnten im Bliesgau eine gastronomische Kultur entwickelt, die zu den Spitzenleistungen im deutsch-französischen Sprachraum zu zählen ist. Eine inzwischen überregional prosperierende Veranstaltung sind die jährlich im Oktober stattfindenden „Bliesgau-Lammwochen“, während der Spitzenköche aus dem Saarland, Rheinland-Pfalz und Lothringen, darunter Sterne-Köche, Gerichte von regionalen Lämmern anbieten. Das Projekt wird begleitet von Kunstausstellungen und will Kunst und Gastronomie in Verbindung bringen.

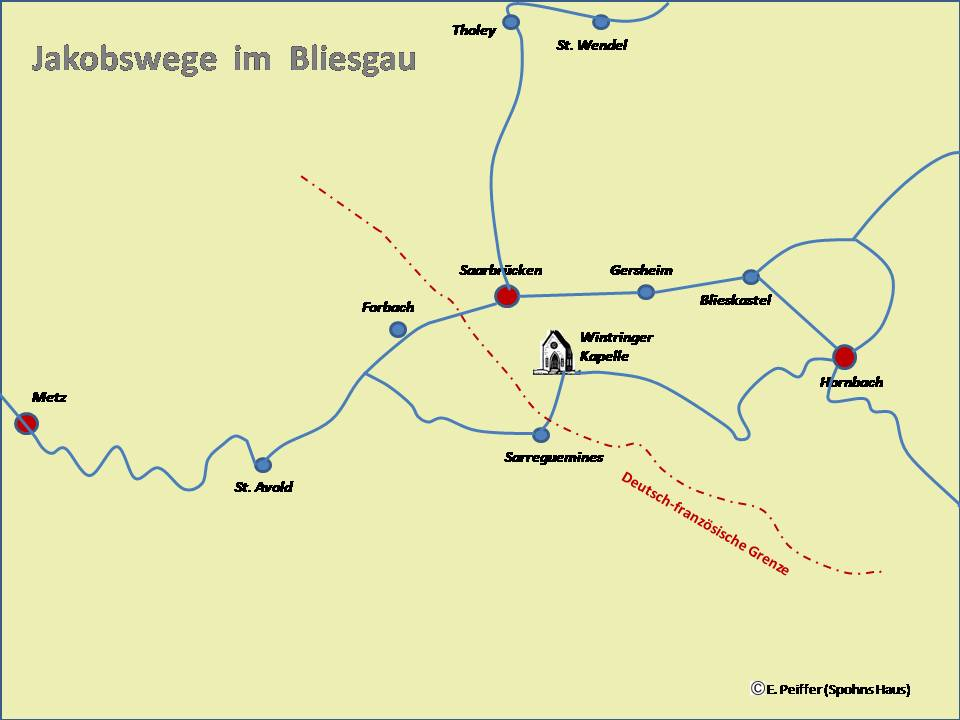
Jakobswege im Bliesgau

Vom Bliesgau als Ausgangsbasis sind zahlreiche touristisch interessante Ziele in den Nachbarräumen der Großregion Saar-Lor-Lux in Tagestouren zu erreichen.

### Jakobsweg
Durch den Bliesgau führt der Teilabschnitt Hornbach – Metz des traditionellen Jakobswegs, und zwar auf zwei alternativen Routen. Die südliche führt von Hornbach über die Wintringer Kapelle und die französische Stadt Sarreguemines in Richtung Saint-Avold, die nördliche über Blieskastel, Gersheim und Saarbrücken ins französische Forbach. Südwestlich von Forbach treffen beide Routen wieder zusammen.

## Touristische Ziele im Bliesgau
- Gollenstein bei Blieskastel
- Europäischer Kulturpark Bliesbruck-Reinheim (Kelto-römische Ansiedlung mit grenzübergreifenden archäologischen Ausgrabungen)
- Barocke Altstadt von Blieskastel
- Historischer Weiler Gräfinthal mit Kloster (wiedergegründet 1993), Kulturzentrum Haus Wulfinghoff, Naturbühne, Hotel, Gastronomie in der Gemeinde Mandelbachtal
- Würzbacher Weiher in Niederwürzbach
- Ruine des Aussichtsturms Alexanderturm auf dem Großen Kahlenberg bei Breitfurt
- Naturschutzgebiet Höllengraben bei Beeden mit seltenen Tierarten.

## Foto-Galerie

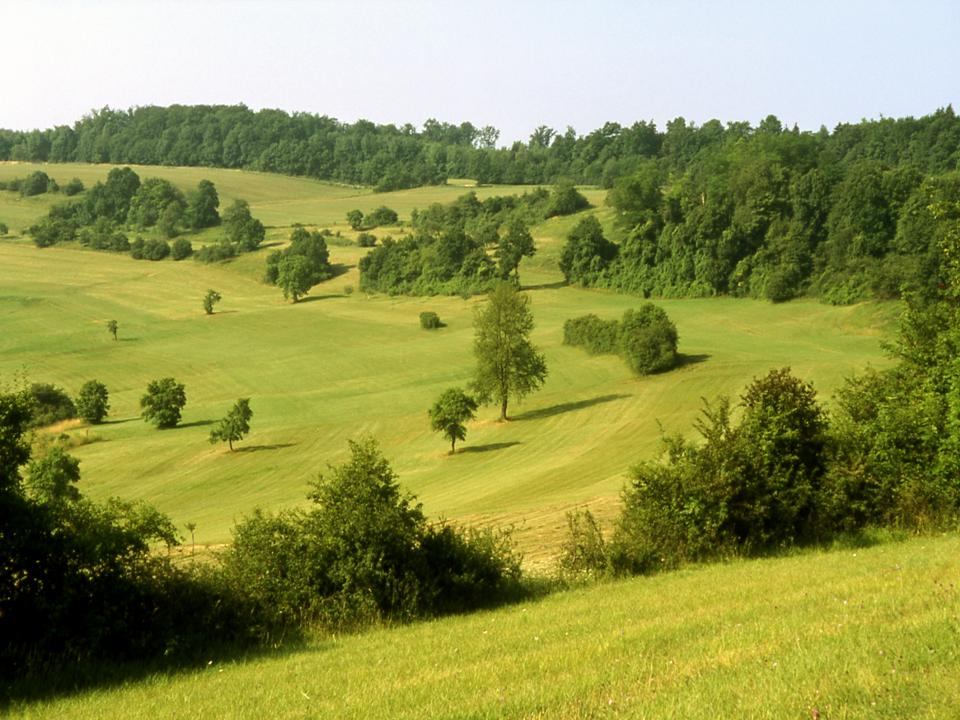
Landschaftsbild im Bliesgau bei Böckweiler
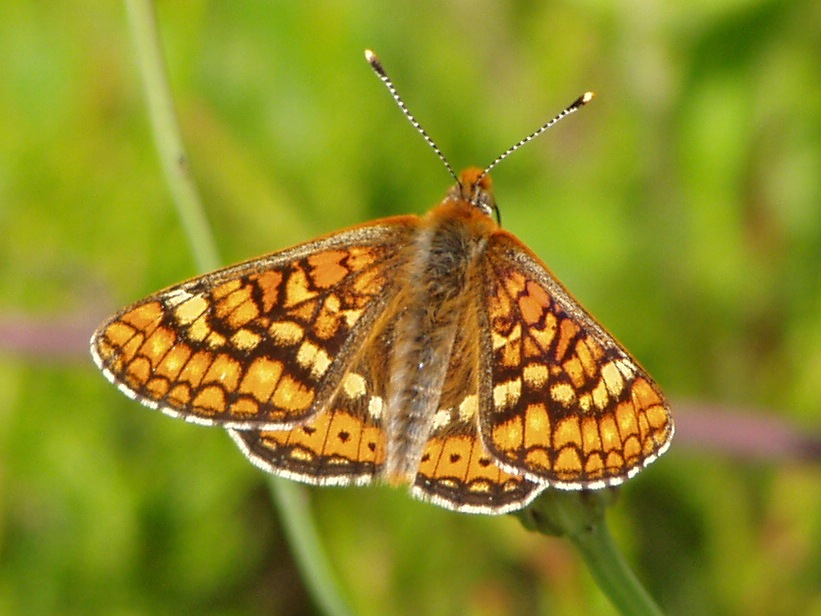
Skabiosen-Scheckenfalter
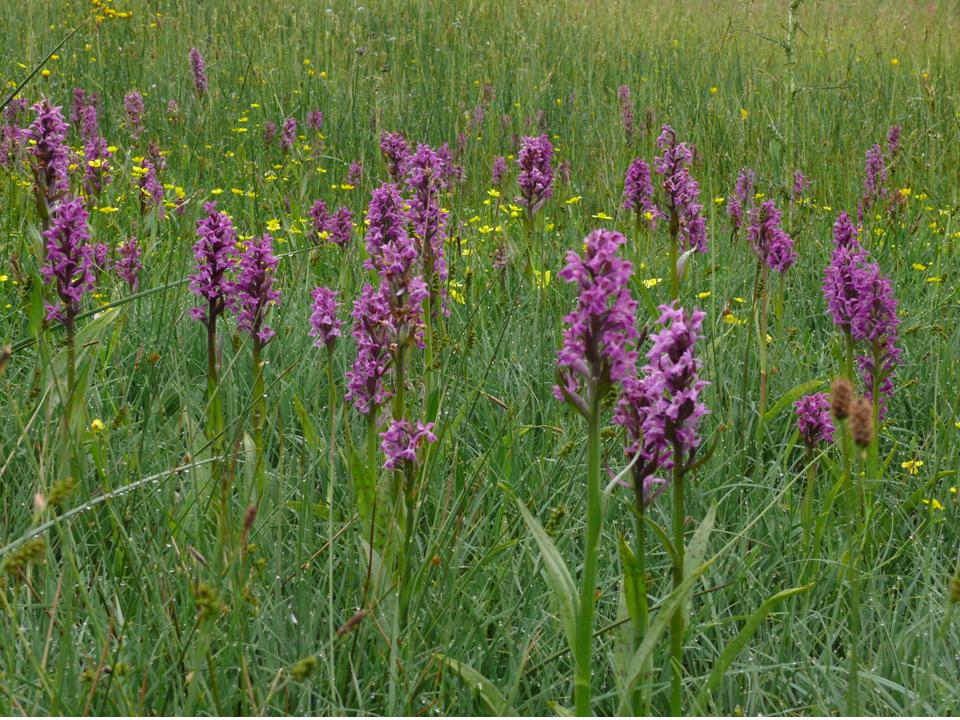
Orchideenwiese bei Gersheim
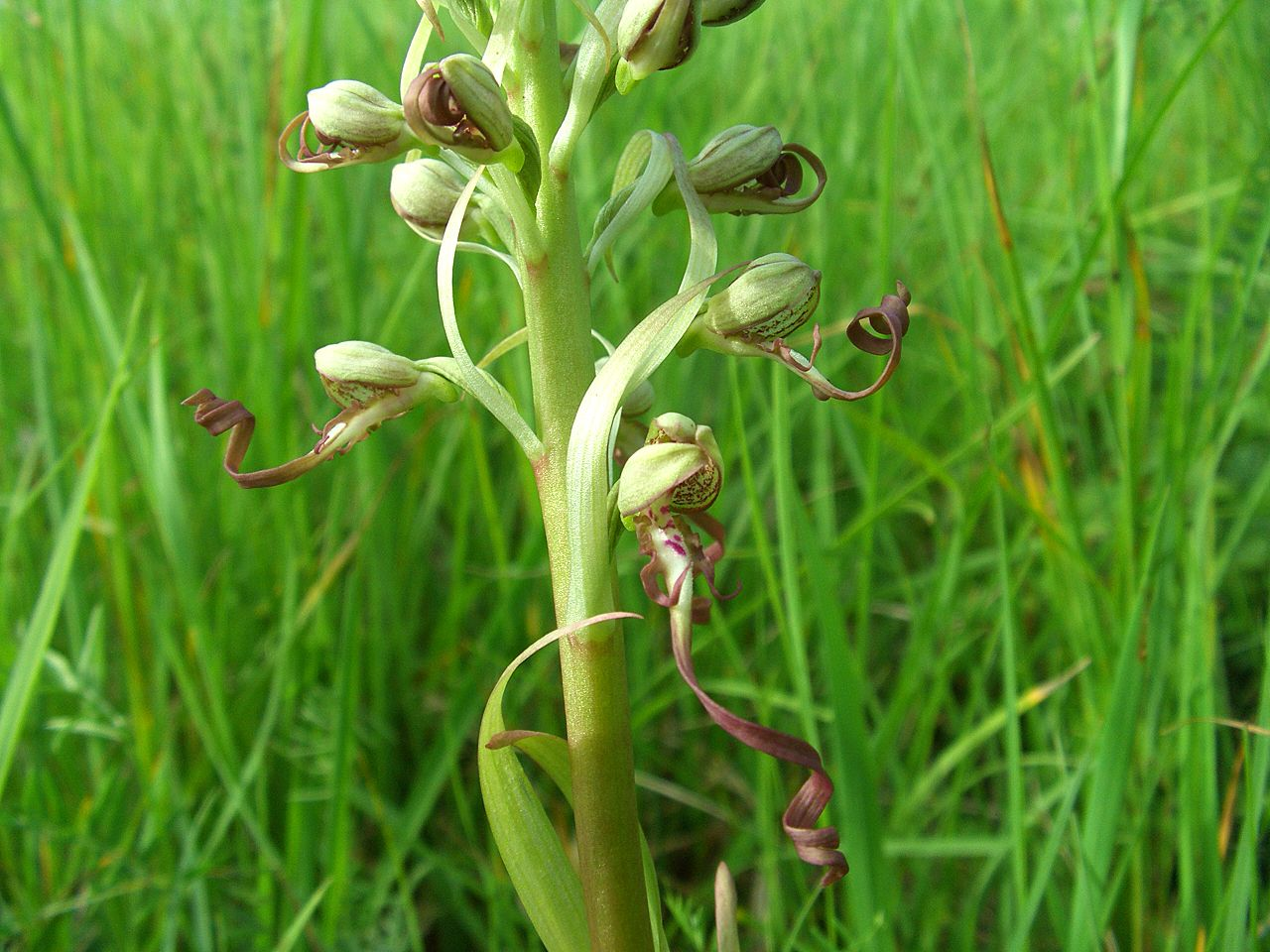
Warme Kalktrockenrasen sind der bevorzugte Standort der Bocks-Riemenzunge (Himantoglossum hircinum)
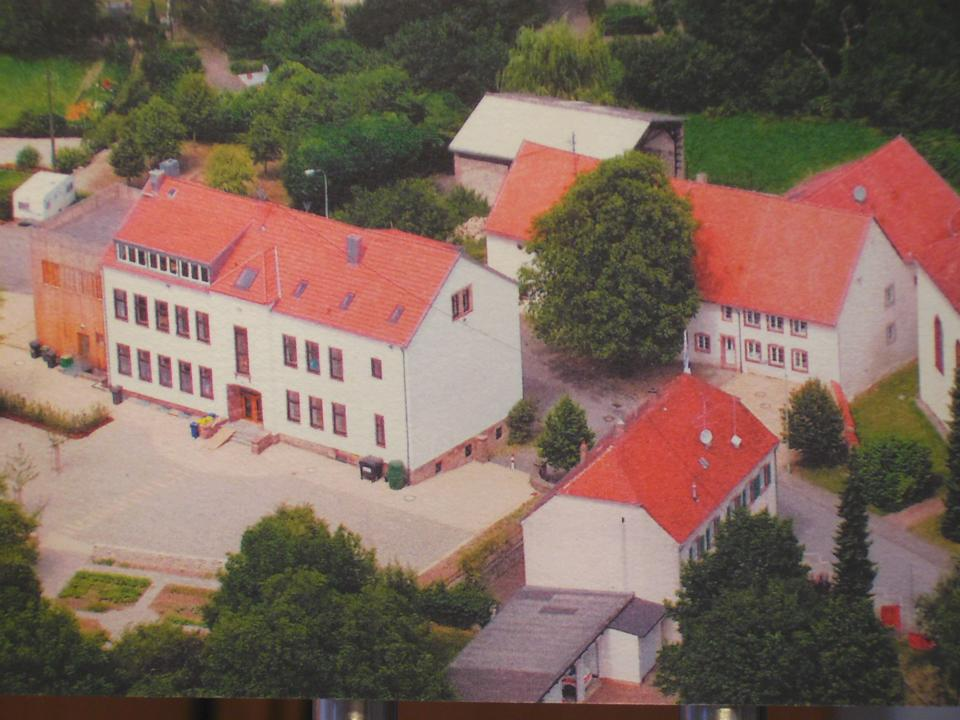
Ökologisches Bildungszentrum Spohns Haus
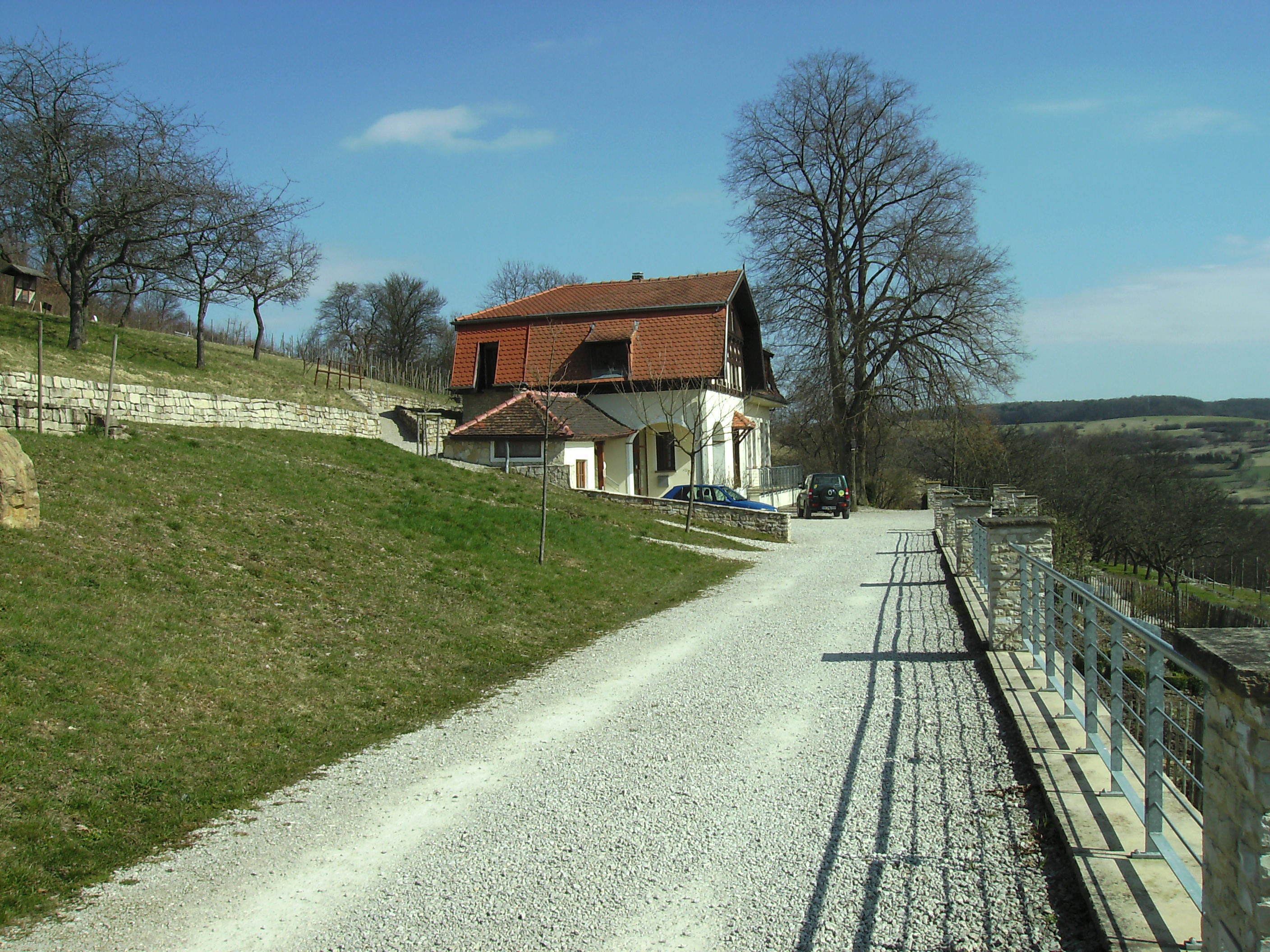
Haus Lochfeld mit Bliesgaulandschaft
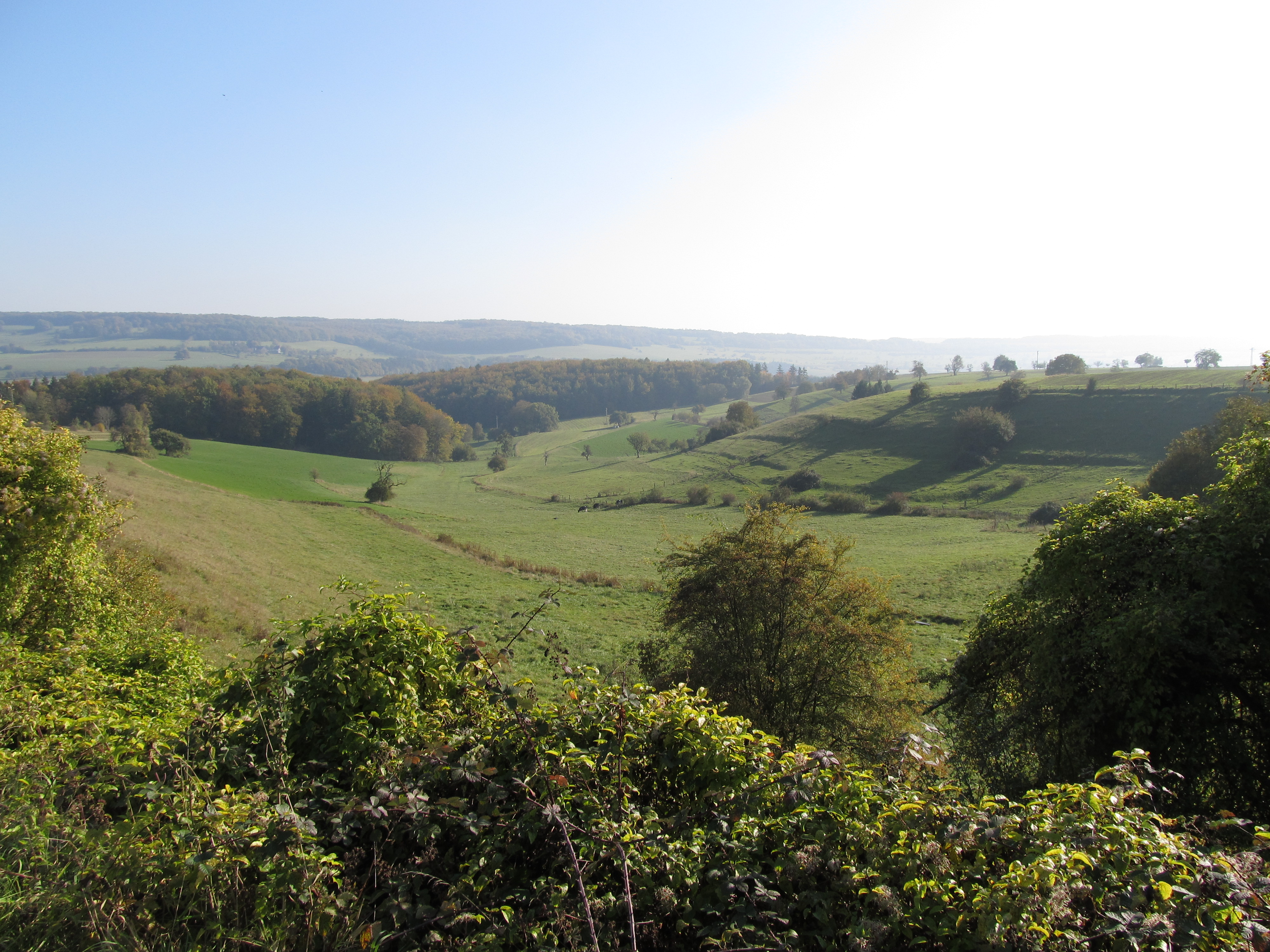
Landschaft zwischen Blickweiler und Wolfersheim
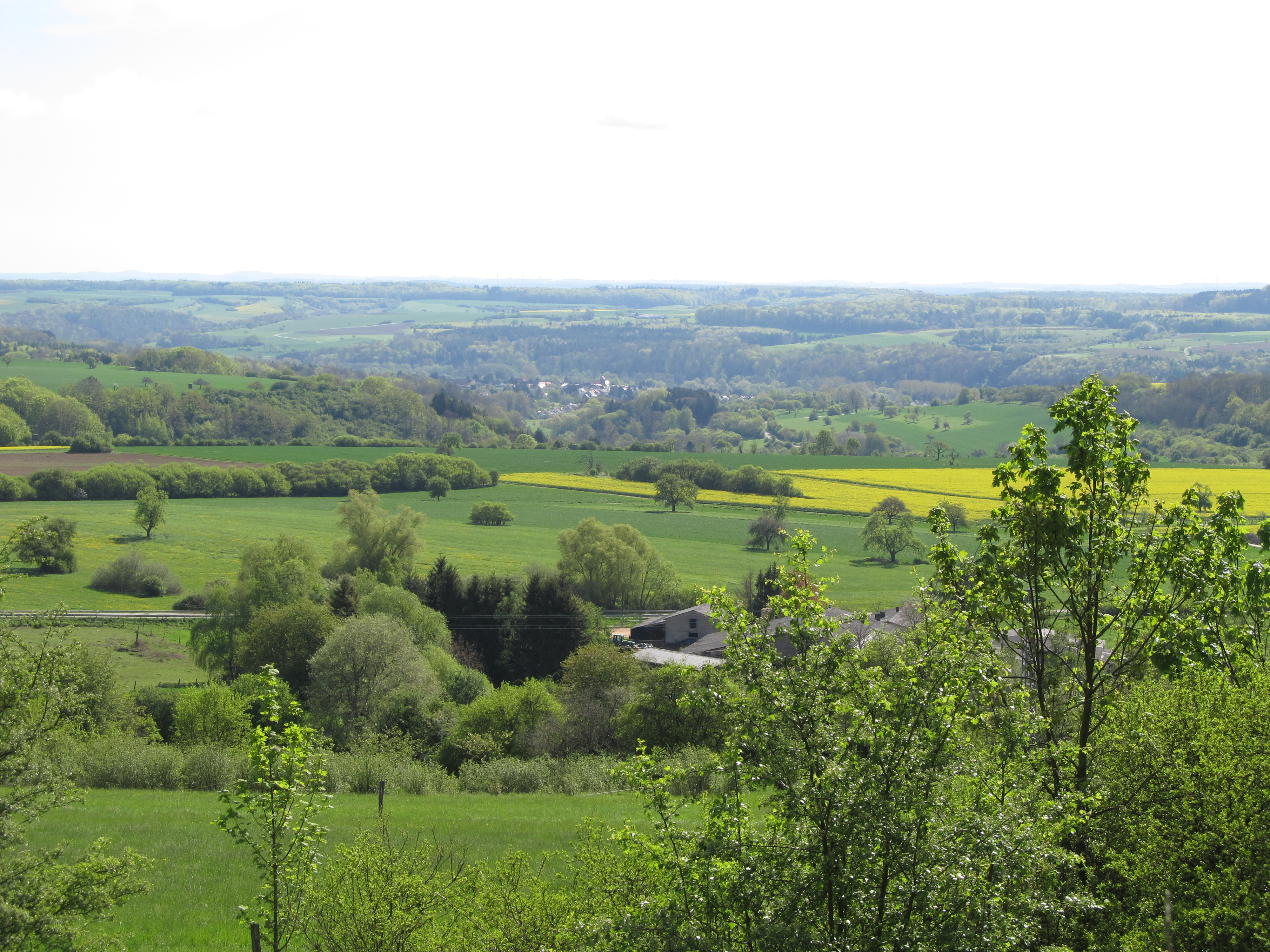
Blick vom Hölschberg bei Biesingen in den Bliesgau
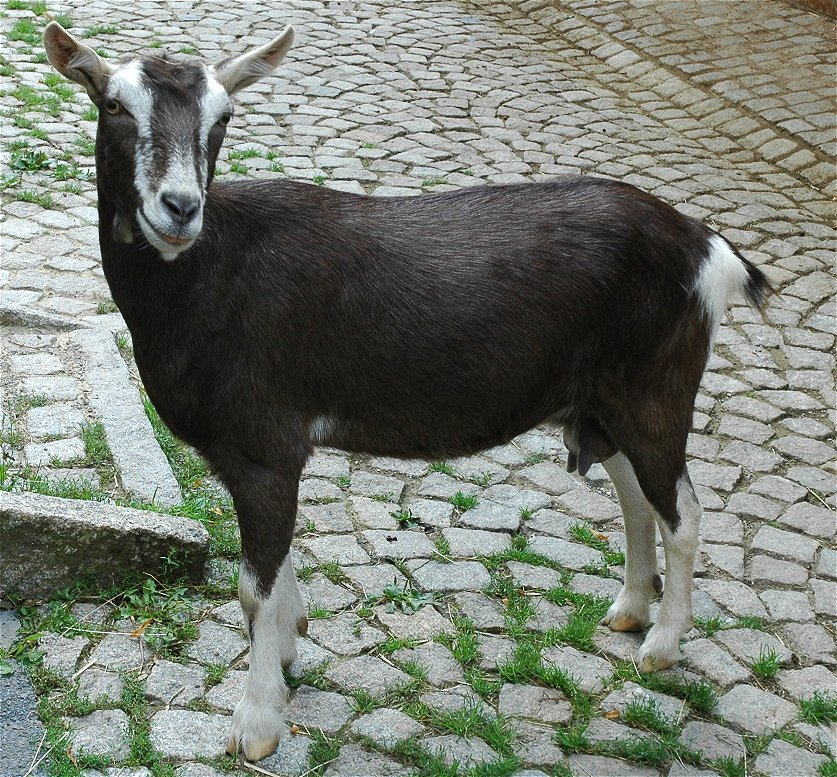
Thüringer Waldziege im Bliesgau
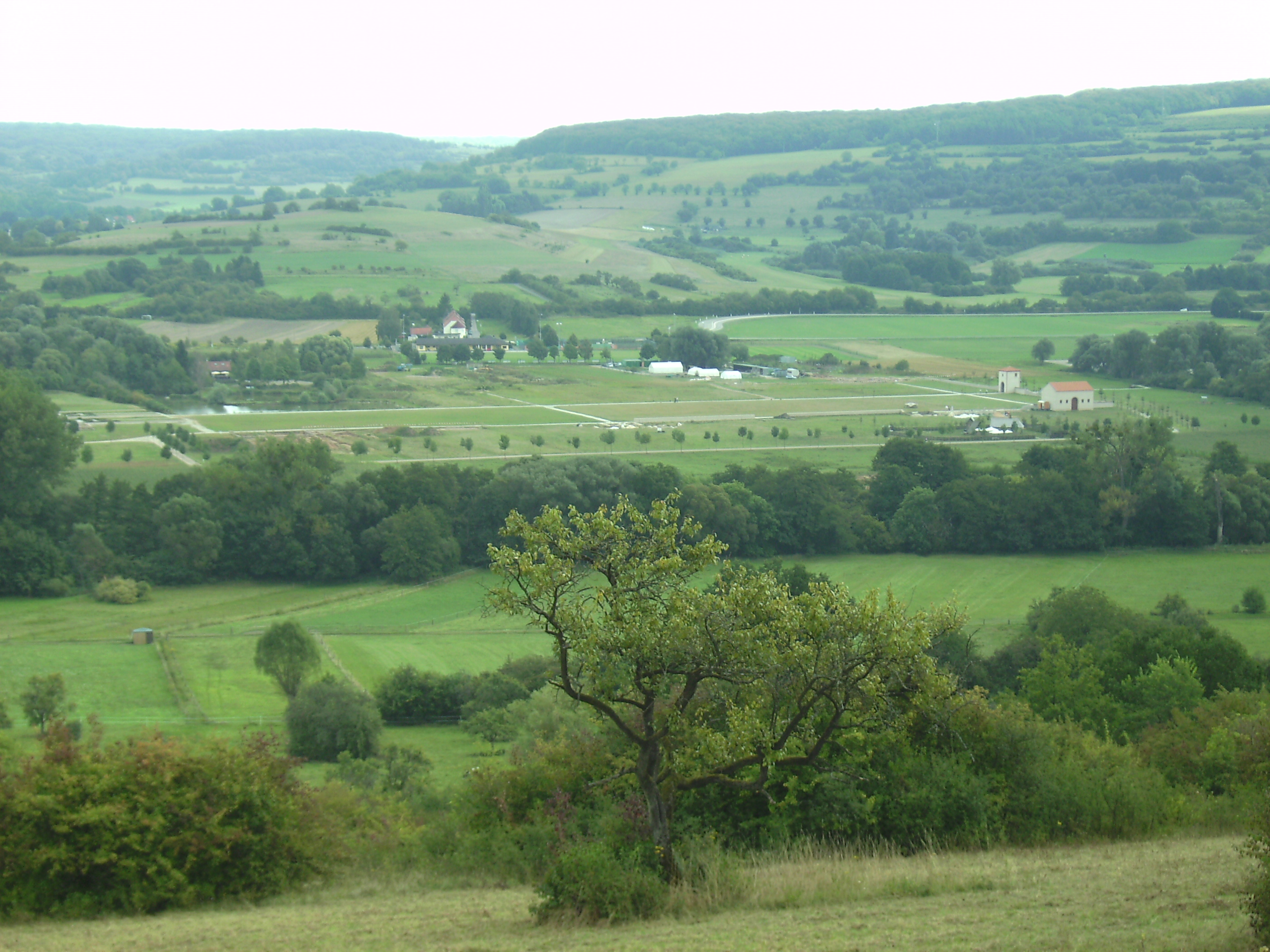
Kelto-römische Ausgrabungsstätte in Reinheim
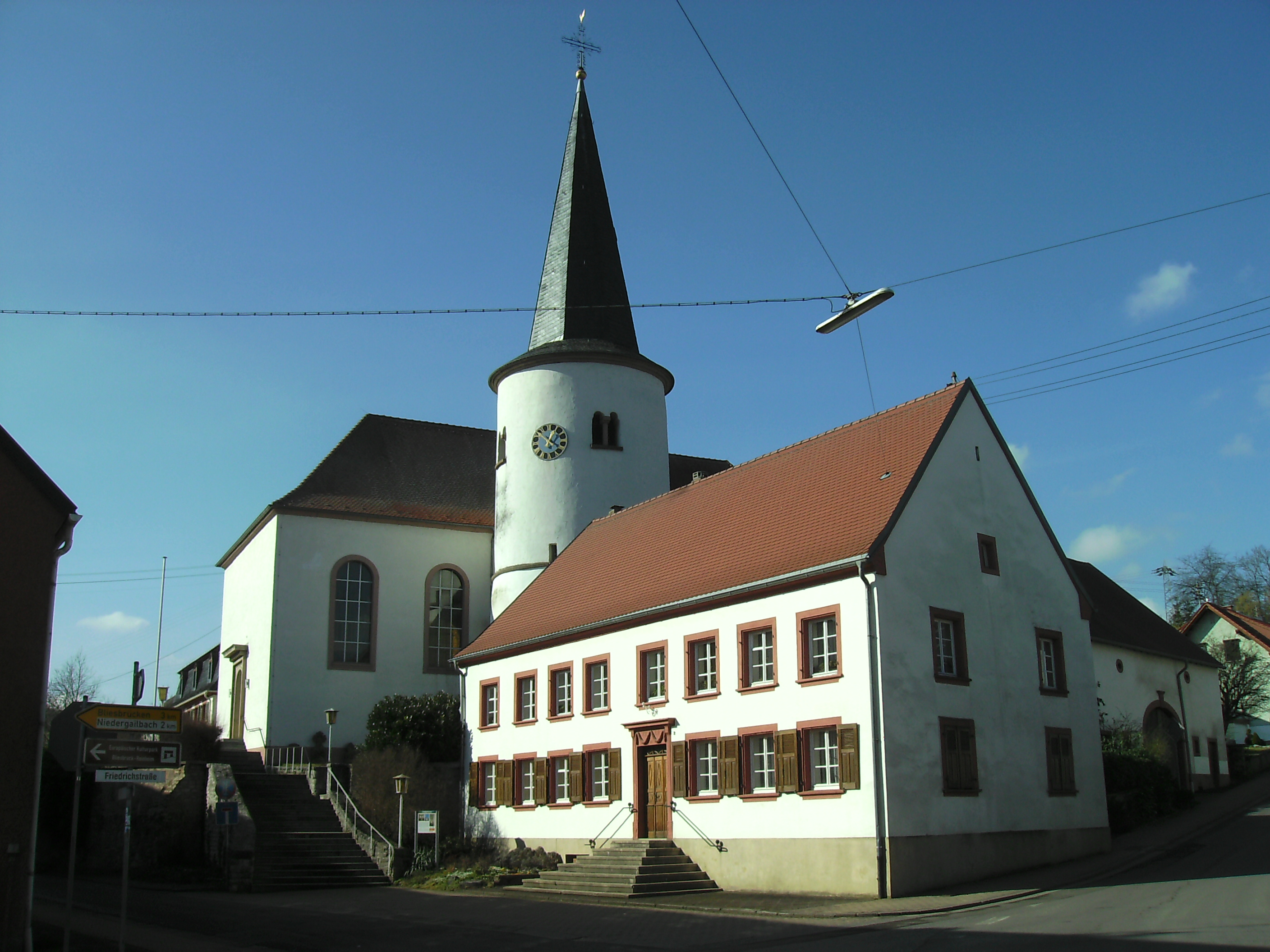
Kirche St. Markus (Reinheim)
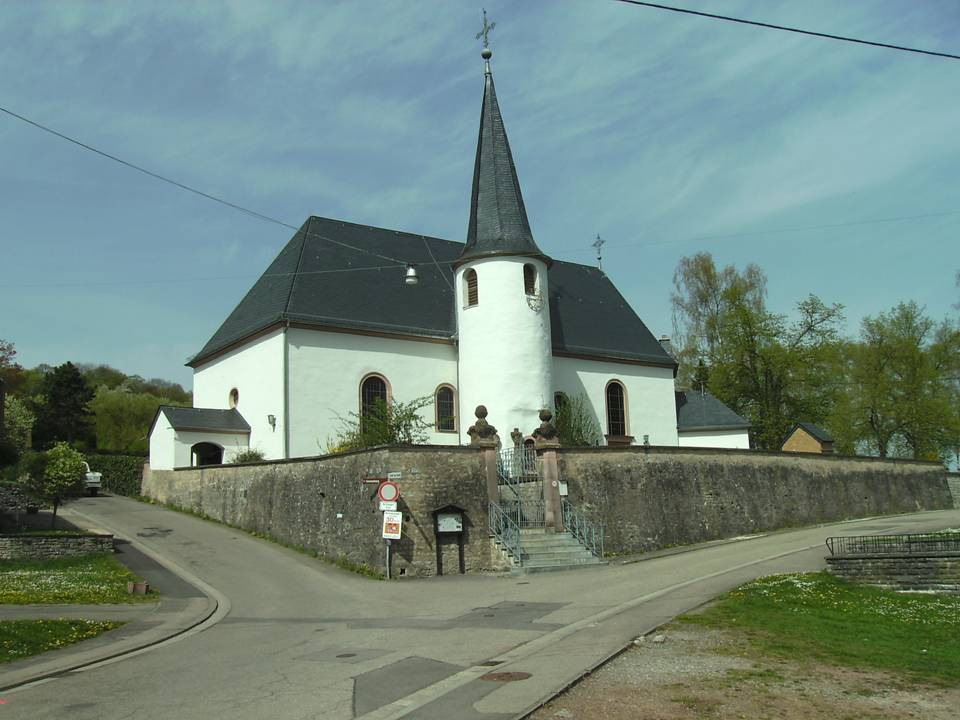
Kirche mit Rundturm in Bebelsheim
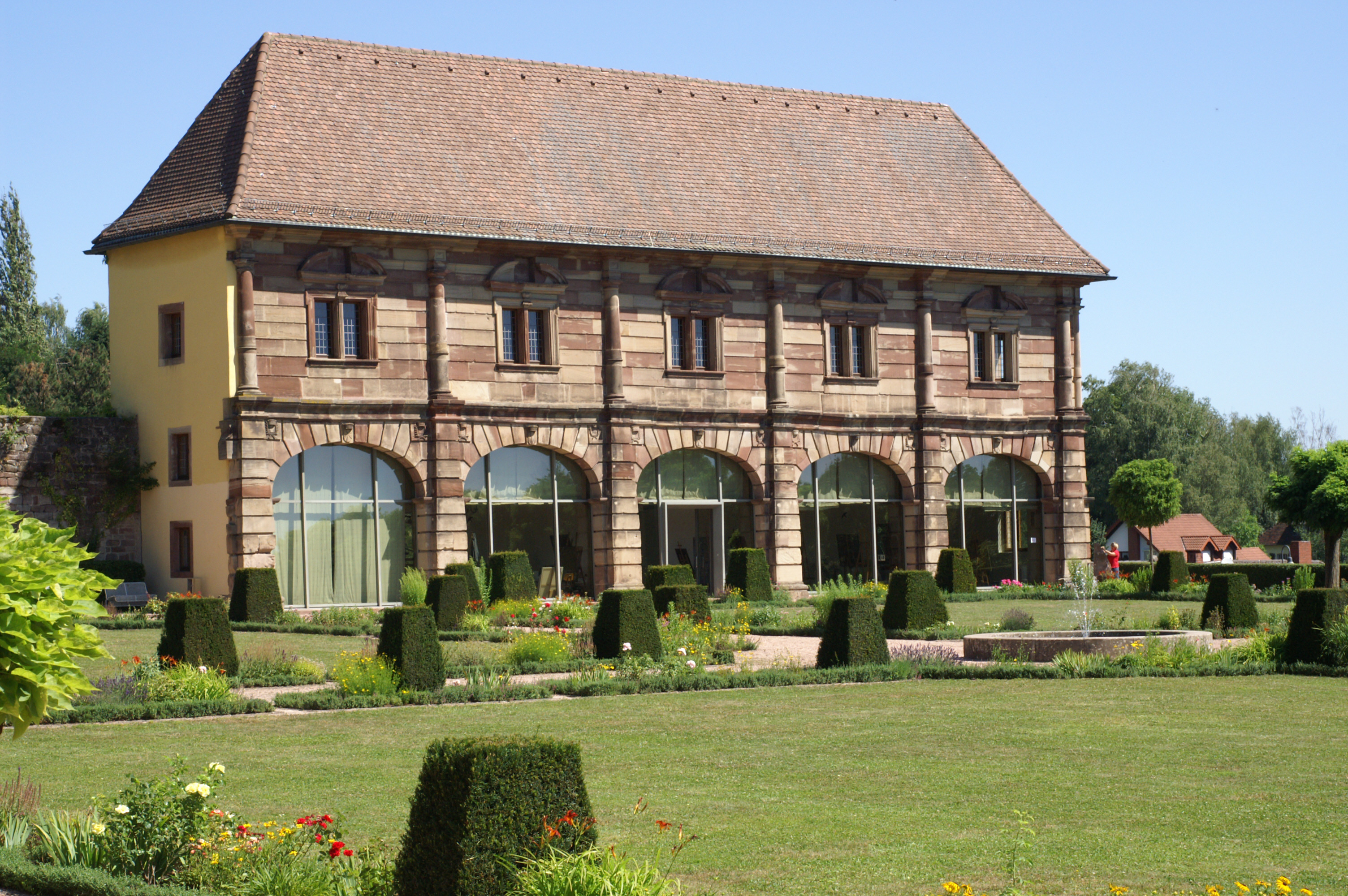
Orangerie (Reste der ursprüngl. Schlossanlage) in Blieskastel

## Persönlichkeiten
- Ingobertus, Namensgeber von St. Ingbert
- Wendalinus, Namensgeber von St. Wendel
- Pirminius, Namensgeber von Pirmasens
- Marianne von der Leyen (1745–1804), Regentin in Blieskastel 1775–1793
- Joseph Kardinal Wendel (1901–1960), Erzbischof von München 1952–1960
- Andreas Hamm (1824–1894), Glockengießer und Gründer der Heidelberger Druckmaschinen